# Radio Weinstraße

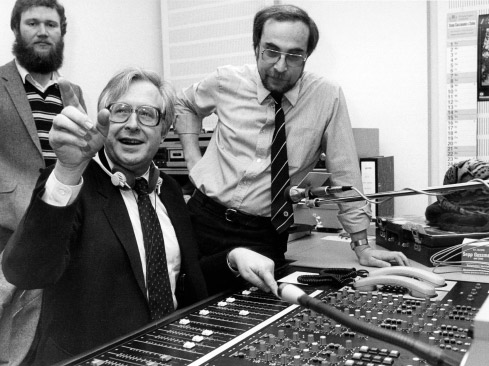
Besuch von Ministerpräsident Bernhard Vogel im Studio am 30. Januar 1984

Radio Weinstraße hieß der erste deutsche private Rundfunksender. Er wurde im Dezember 1983 von der Anstalt für Kabelkommunikation (AKK) als Lizenzbehörde des Kabelpilotprojektes Ludwigshafen/Vorderpfalz zugelassen.

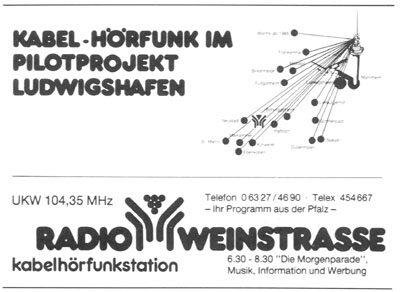

## Geschichte
Betreiber auf dem Hörfunkkanal 1 (von 4 möglichen Kanälen) war ab 1. Januar 1984 zunächst die Firma TFE-Studio GmbH aus Neustadt an der Weinstraße, die eigentlich Tonstudioeinrichtungen produzierte und auch zwei Hörfunk-Diskothekstudios in der AKK installiert hatte. Geschäftsführer war Dieter Hofherr, der vom Südwestfunk in Baden-Baden kam, weitere Mitstreiter waren Gerhard Kerner, Journalist aus Speyer, und Guido Müller aus Elmstein.
Das am 1. Januar 1984 mit täglich fünf Stunden Sendezeit gestartete Projekt konnte auf einen Pool von rundfunk- und spracherfahrenen Mitarbeitern und Moderatoren zurückgreifen, die auf Honorarbasis Sendungen für eine Zielgruppe von 15 bis 50 Jahren produzierten („aus der Pfalz, für die Pfalz“). Darunter der heutige Synchronsprecher Bodo Henkel, welcher die Zuhörer bei der Erstausstrahlung begrüßte. Durch die Kosten für Studio, Honorare, Sendegebühren der AKK usw. erhöhte sich monatlich das Defizit. Man hoffte eben auf eine baldige UKW-Verbreitung, wodurch erst nennenswerte Werbeeinnahmen möglich gewesen wären.
Hofherr, Kerner und Müller gründeten dann im Laufe des Jahres 1984 die Radio Weinstraße-Rundfunkbetriebs GmbH und übernahmen in Abstimmung mit der AKK die Sendelizenz von der TFE-Studio GmbH. Produziert wurde die Morgensendung (6:30–8:30 Uhr) live in den Studios der AKK Ludwigshafen. Die Mittags- und Nachmittagssendungen wurden meist in Neustadt im Studio aufgezeichnet und per Band nach Ludwigshafen zur AKK zur Abspielung gebracht. Eine feste Sendeleitung in Stereo war nicht finanzierbar. Die technische Reichweite startete im Kabel bei ca. 8.000 potenziellen Hörern und stieg dann bis 1986 auf ca. 150.000 an. Dennoch war es schwer, Werbekunden zur Finanzierung des Programms zu finden, da im Kabelnetz nicht genügend Hörer erreicht werden konnten. So reduzierte man das Programm im Jahr 1985 auf reine Laufbandabspielung im Wesentlichen, um den Sendekanal zu erhalten. Gleichzeitig fanden Gründungssitzungen der UKW-Gruppe für ein landesweites Radioprogramm in Rheinland-Pfalz unter wesentlicher Beteiligung der Verleger statt (Rheinland-Pfälzische Rundfunk GmbH & Co. KG -Radio RPR-). Radio Weinstraße hatte rund vier Prozent Anteil daran. Da eine weitere Eigenfinanzierung des notwendigen Kapitals nicht möglich war, stieg zunächst die Medien Union Ludwigshafen als Gesellschafterin ein, nach Sendestart des landesweiten UKW-Programms (Radio 4) erwarb ein anderer Verlag die restlichen Geschäftsanteile der Gründungsgesellschafter, Radio Weinstraße stellte damit die eigene Sendetätigkeit auf dem Kabel ein.

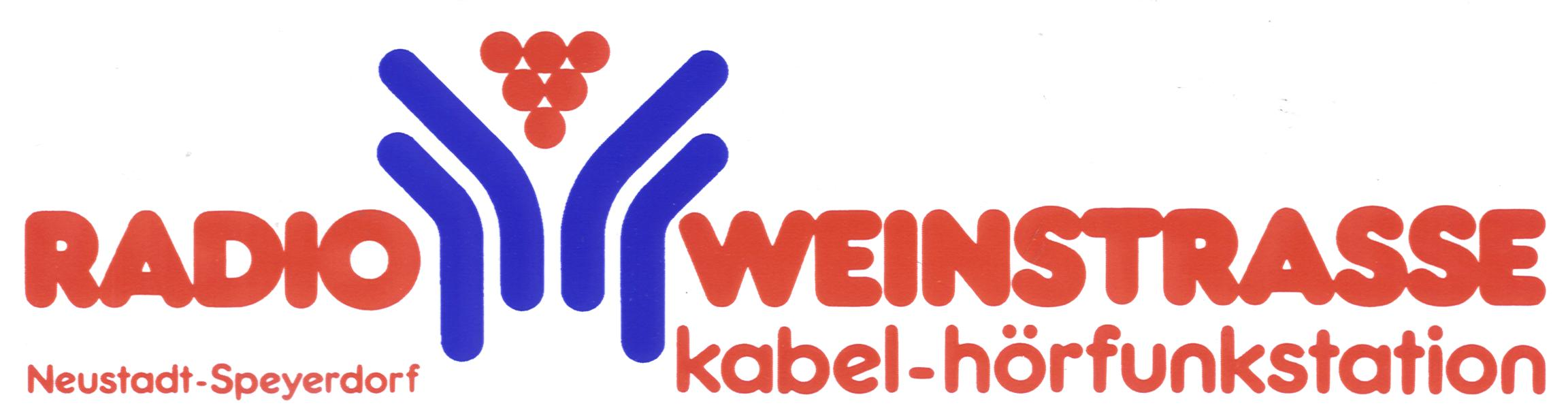
Logo Radio Weinstrasse

Ende September 1985 hatte sich erstmals und für nur eine Woche für Radio Weinstraße eine Sendemöglichkeit über UKW ergeben: Die Deutsche Bundespost, als künftiger Betreiber der UKW-Sender für die landesweite Kette, wollte den ersten Sender auf 103,6 MHz, der auf dem Fernmeldeturm in Mannheim stand, testen. Die AKK erteilte hierfür der Radio Weinstraße GMBH eine befristete UKW-Lizenz für die Dauer der Verbrauchermesse Consumenta in Ludwigshafen. Radio Weinstraße sendete aus dem eilends errichteten eigenen Messestudio täglich live acht Stunden. Die Reichweiten des zunächst versehentlich mit 5 kW betriebenen Senders waren enorm. Anrufe kamen aus einem Umkreis von teilweise über 100 km. Nach 3 Tagen reduzierte man die Leistung auf 800 W. Dennoch waren damit die Vorderpfalz und Baden gut erreichbar. Die ersten Werbekunden buchten über 30.000 DM spontan, jedoch ergab sich daraus für die „Radio-Pioniere“ kein Vorteil bei der UKW-Lizenzvergabe. Diese ging an vier Veranstaltergemeinschaften (Radio 4), die am 30. April 1986 das landesweite private UKW-Programm in Rheinland-Pfalz (über zunächst nur vier UKW-Sender) startete.
Am 1. April 2024 wurde Radio Weinstraße von RPR. als Webstream wiederbelebt. Zu hören ist pfälzer Pop-Rock sowie einige Disco Classics gemischt mit aktuellen Partysongs.

## Belege
1. ↑  Dieter Keller: „Radio Weinstraße“ ist keine Schnapsidee. In: Mannheimer Morgen. Nr. 176, 3. August 1984 (fmkompakt.de [PDF; 120 kB; abgerufen am 21. August 2019]).
2. ↑  Hendrik Leuker: Bodo Henkel (RPR / SAT 1) – Die erste Stimme im Privatfunk. In: Radio-Kurier - weltweit hören. Nr. 2/2018, Februar 2018, S. 26–27 (addx.org [PDF; 500 kB; abgerufen am 21. August 2019]).
3. ↑  https://radioweinstrasse.de
4. ↑  „Comeback nach 40 Jahren – erster privater Radiosender Deutschlands aus Ludwigshafen wieder da.“